# チェイス〜国税査察官〜
『チェイス〜国税査察官〜』（チェイス こくぜいささつかん）は、2010年4月17日から5月22日まで、NHK「土曜ドラマ」枠で放送された日本の連続テレビドラマ。完全オリジナルストーリーで脚本の坂元裕二による書き下ろし作品。全6話。

## 概要
6000億円もの巨額の資産をめぐって、国税査察官（マルサ）と脱税コンサルタントとの攻防を描く作品。2010年度の同枠が掲げる「社会派エンターテイメント」作品の第1作目にあたる。
主演の江口洋介は同枠で2006年に放送された『ウォーカーズ〜迷子の大人たち』以来のNHKドラマ主演となる。また、脚本の坂元裕二はNHKのドラマを初めて手掛ける。
撮影は2010年の1月からアメリカ合衆国・ハワイ州など海外でのロケも行い、4月にクランクアップした。
このドラマでARATAは第65回ザテレビジョンドラマアカデミー賞助演男優賞を受賞した。
キャッチコピーは「あなたには、この世界を憎む権利がある」。

## キャスト

### 東京国税局査察第20部門
春馬草輔
演 - 江口洋介
東京国税局査察第20部門に所属する国税査察官（内偵班）。査察官としての腕は一流で、今までに多くの脱税者を追い詰め摘発してきた経歴を持つ。脱税の摘発に全力を挙げるあまり、寝食を忘れ、家庭を顧みていなかった根っからの仕事人間。家族と中々過ごせないことを内心では気にしている。第1話では雪恵と共に念願の海外旅行に行くことを計画していたが、事案のために行けなくなり、雪恵を一人で行かせた結果、航空機事故に巻き込まれたのを「自分が殺した」と思い、大きな喪失感に苦しむこととなる。鈴子のために査察の場を離れようと決意するが、後に墜落事故の黒幕が村雲だと知り、追跡を始める。当初は事故遺族という村雲の嘘を信じていたため、同じ境遇から村雲に親近感を持っていたが「自分から大切なものを奪った世界が滅びてしまえばいい」という本心を見抜かれ動揺するも、第5話で独自に村雲の過去を知り、自分が村雲のように憎悪を持った人間とは違うと確信する。
「Zaiccレンタカー」を調べている内にシンガポールにある関連会社がダミーカンパニーであり、利益を付け替えている可能性に気付き、後に20億の隠し資産の事実を突き止めるも、村雲の策略で調査権がない海外のペーパーカンパニーへと取引が行われたのを知るが、財津たちが空港の税関を突破することを知り、鉄雄らと共に空港へと向かい財津を捕まえ、「Zaiccレンタカー」の摘発を行う中で墜落した飛行機の写真を見つけ、不信感を抱く。第3話では現役大臣の内偵を行う中でかつての上司・伊坂が税務コンサルタントとして立ちふさがることに苦心しながらも、伊坂が仕組んだ「パーマネント・トラベラー」を暴くが、品田によって事案が検察へと譲ったことを知り愕然とする。第4話で墜落事故により多額の違約金を手に入れた「ライトキャスト」を持つ多数の企業が、香港の会社が持つスイスの口座への送金を知り、コーポレート・インバージョンのために作ったペーパーカンパニーという事実を突き止め内偵を行うも、新谷の自殺によって中止されたことに疑問を抱き、村雲と基一が繋がっているのを知り、敵の存在を知る。第5話で鈴子のためを思い、左遷を希望して多摩税務署勤務となった。その後、休暇を取り鈴子と共に奈良へ旅行に赴き、また同時に村雲についての調査を行い、彼の過去を知ることとなる。一年後に村雲からの連絡と、基一の全財産が戻されたことで品田の命令によりヴァージン諸島に行き、再会する。相手の過去と今までの脱税行為を知りながらも命がけで助け説得し、共に日本へ戻り文子に会おうと約束するが、相手が最後に残した文子のスイス銀行の番号を知る。
窪田鉄雄
演 - 田中圭
東京国税局査察第20部門に配属された新人査察官。場に慣れていなかったり、専門用語が分からなかったりなど査察官としては未熟な一面があるが、IT関連には強い。草輔と共に内偵を行い、相手を先輩として尊敬している。
品田基彦
演 - 奥田瑛二
査察部次長。ノンキャリア組で現場主義だが定年間近のせいか、摘発に力を入れる草輔の行動を時に止める。だが、内に誰よりも熱い査察に対する思いを持っている。第3話では現役大臣の脱税問題に関わるとクビにされてしまう可能性から消極的な態度を見せ、草輔から怒りをぶつけられるも一人で内偵資料をチェックし続け、最後には事案を検察側へと渡してしまう。
新谷聡史
演 - 益岡徹
東京国税局査察第20部門の統括官。草輔と鉄雄の上司。同じ現場主義の草輔の理解者でもあり、調査活動を助け、陰で支えている。第4話で「ライトキャスト」の内偵を行っている草輔を危惧した村雲の策略により、5年前に売春行為を行っている風俗店から口止め料を貰い、警察に通報しなかった不祥事を暴かれ、自殺する。
大島俊作
演 - 近藤公園
東京国税局査察第20部門国際課の職員。
岬涼子
演 - 渡辺真起子
東京国税局査察第20部門国際課の職員。

### 実地班
田処正平
演 - 木下ほうか
実地班のチーフ主査。ガサ入れ担当。草輔たち内偵班が集めた情報を元に、ガサ入れを行う。
内倉若葉
演 - 町田マリー
実地班の査察官。

### 脱税チーム
村雲修次
演 - ARATA
表向きは税務コンサルタントを名乗るが、本業は秘密主義と高額な報酬を条件に脱税の指南を行う「カリブの手品師」と称される天才脱税コンサルタント。左手が義手。どこか謎めいており、常に冷静沈着であらゆるスキームを用いて納税を免れさせる手腕を持ち、頭の回転が速いキレ者。脱税のために利用出来るものなら何でも利用し、不要になら切り捨てることを躊躇わない非情さを持つ。普段はあまり感情を出さないが、歌織やウォンの前では出る。歌織とは恋人関係にあり、腹心的存在であるウォンを信頼している。歌織の元夫・圭介とは過去に勤めていた証券会社時代から親友に近い間柄。「廣川和敏」という偽名を使い、航空機事故の遺族を装って草輔に接触する。表には出していないが、正道に対して強い憎悪を抱いており、檜山家の全てを奪い、基一の手によって正道の息の根を止めることを復讐の目的としていた。
第1話では、基一から租税回避の依頼を受け、基一に租税回避スキーム「レバレッジドリース」を行い、40億の飛行機を購入し東アジア航空へとリースする。圭介と歌織をヴァージン諸島へと呼び、タックス・ヘイヴンを利用する。財津のストックしてある20億の資産を消す依頼を受け「Zaiccレンタカー」の資金を架空の会社である「サジタリウス」に流し、圭介を社長にさせる。彼の死亡により「サジタリウス」は清算され、20億を消すことに成功する。その後、飛行機が墜落したことによって合理的に節税にも成功する。第2話では「イミテーションゴールド」を行い、隠し金を戻すために歌織たちと共に香港へ向かい、18億相当のニセモノの貴金属を香港で捨て、地下銀行にある18億で本物の貴金属を購入して帰国し、リャオと財津を切り捨て税関突破に成功する。第3話で基一の父・正道の資産の相続税を消す依頼を受け、歌織と基一を結婚させ、相続税のない国で子供を出産し、国籍を取らせた後に資産を相続させる計画を考える。第4話で国税局が「ライトキャスト」について調べているのを知り、闇社会の力を使って新谷の不祥事を暴き、調査を中止させる。同時に「コーポレイトインバージョン」を行い、不動産資産を除いた5800億円で株を購入し、相続税納付に合わせて株価を暴落させ、株価が100分の1になれば資産価値が下がり、額も100分の1になり、納税後に株価を元に戻すスキームを実行することにし、檜山家の5800億円を使ってボリビアの炭酸リチウム採掘場の株を購入し爆発させる計画を行い、ウォンの死を代償に成功する。第5話でウォンの死に大きなショックと正道に対しての復讐が達成するも大きな喪失感を同時に受け、取り付かれたかのように計画を行っていく中で、暴落していた株価が回復し、資産は戻って株券は現金化され、基一の口座に振り込むも名義を変更させ、檜山家の財産を全て奪い、歌織と光と共にヴァージン諸島に移り住み、一年後に草輔に接触し、品田の命令によって来た草輔と再会する。地下で焼身自殺を図ろうとしたが車で逃亡するも事故で大怪我を負い、命がけで助けようとしながら説得する相手の言葉に心を動かされ、共に日本へと帰国する中で基一に刺された傷のまま、文子の元へと向かうときに静かに息を引き取る。最後に草輔に文子のスイス銀行の番号を教える。
本名は澤村吉弥という。実は正道と愛人である母の子供で、基一とは腹違いの兄弟にあたる。奈良県吉野郡小森町生まれで、1976年3月23日、8歳のときに身代金目的の誘拐に遭い、正道が父親だと知り、助けを待っていたが本妻の子供が生まれたことによって見捨てられ、身代金が払われないことに逆上した犯人から鉈で左手を切り落とされる。事件後の10歳頃に檜山家に不法侵入し、金を盗もうとするが警察に捕まり児童施設に保護される。実は母親である文子の狂言誘拐だと後に知り絶望し、その感情を檜山家に対する復讐に置き換えた。母親が生存している事実を知るまでは普通の好青年だった。
川島歌織
演 - 麻生久美子
かつては村雲や圭介らが勤めていた証券会社に勤務していた。村雲とは過去に恋人関係にあったが、その後圭介と結婚をする。余命半年の圭介に最後まで付き添い、看取る。彼の死をきっかけに再び金の世界へと入ることを決意し、村雲が考えた計画やスキームの実行を手伝いをする。スキームのために基一と再婚をし、当初は脱税のために身籠ることに反対していたが、村雲の計画のために最終的には承諾する。表向きは基一と自身の子となっているが、実は村雲と自身の子である光を相続税のないカナダで出産する。村雲の命令に時に不安を感じながらも従順に従っている。第5話で村雲と光と共に海外へとヴァージン諸島へと移り住むも、光を脱税の道具に利用したくない気持ちと村雲が檜山家に復讐の感情を抱いていないことに気付き、基一から奪った全財産を戻し、村雲に別れを告げ、光と共に日本へと帰国し、基一の暗証番号の書かれているカードを渡すときに国税局の人間に捕まる。このときに草輔と会い、村雲を助けてほしいと懇願する。その後は光と共に幸せに暮らしている。
ジョニー・ウォン
演 - 大浜直樹
中国人だが、日本語も操れる。香港の闇金融のエキスパート。村雲の腹心的存在で信頼を寄せられており、自身も村雲を「同胞」と見て信頼し、様々なスキームを実行している。第5話では、正道の相続税を回避させるために、地元のマフィアにボリビアの炭酸リチウム採掘所を爆発させる計画を依頼するも、マフィアとモメたことが原因で追われることとなり、自身の死を代償に計画を成功させる。

### 春馬家
春馬雪恵
演 - 木村多江
草輔の妻。仕事一筋の草輔に代わり家庭を支えていた。草輔が事案で行けなくなったカンボジアへの海外旅行に一人で出かけた最中に航空機事故に遭い、死亡する。
春馬鈴子
演 - 水野絵梨奈
草輔の娘。高校1年生。仕事内容を家族に明かさず、まともに接する機会が少ない査察官を続けることに反発している。母の事故にきっかけに、草輔に対してさらに心を閉ざし、不登校となりその後高校を退学する。偶然出会った村雲からオンライントレードについて教わり、お金を得ることによって立ち直ったと錯覚をする中で村雲によって利用されてしまい、村雲が起こした株の大暴落によって一挙に雪恵の保険金を失くしてしまったことに大きなショックを受けるが、第5話で草輔に慰められ、家族として良好な関係を取り戻す。

### 檜山家
檜山基一
演 - 斎藤工
人材派遣会社「ライトキャスト」の社長。村雲に父・正道の資産の租税回避の依頼をする。お金に対する欲望や執着心は強いが、計画のほとんどを村雲に任せるなど、他人任せなところがある。村雲の脱税の能力や手腕に興味を示す。歌織に惚れ、後に結婚をし共にカナダへと向かい、正道の死亡によって檜山家の財産を手に入れようとするが、自身の口座を村雲によって変更され、奪われてしまう。正道が癌で余命一年と知った時は悲しみで泣き崩れ、延命装置を止める時には罪の意識を感じながらも、正道の死を耐えながら涙を流すなど、息子として父親に愛情を持っていた。全財産を奪われたことで村雲を憎み、草輔と共に帰国した村雲を刺すも、彼の言葉に罪の意識を感じて逃亡せず、空港で警官に捕まる。村雲が正道と愛人の子であり、腹違いの兄弟ということを知らない。
檜山正道
演 - 中村嘉葎雄
檜山屋グループの会長。田舎の小さな小売店からスーパーチェーン、コンビニ業界へと進出した「流通界のカリスマ」として有名で、財政界にも大きな影響力を持つ。第4話で癌で余命一年と宣告を受け、療養を前に村雲と共に奈良へ行き、村雲が自身と愛人の子だと知り、驚愕する。その後、生命維持装置を付けられていたが、村雲の計画と復讐のために基一に延命装置を外され、静かに息を引き取る。

### その他
川島圭介
演 - 長谷川朝晴
肺癌で余命半年を宣告された歌織の夫。村雲とは証券会社時代からの親友に近い間柄。株に失敗し貧しい生活を送っており、歌織に苦労をかけていることを負い目に感じている。村雲の計画に加担し、ヴァージン諸島に歌織と共に移り、歌織に看取られながら息を引き取る。
財津茂利
演 - 佐藤二朗
Zaiccレンタカーの社長で、基一の知人。
実川あさ子
演 - 大島蓉子
大手芸能事務所の社長。
咲田善幸
演 - 菅田俊
大手ネットカフェの経営者。
リャオ・ウェンリイ
演 - 石黒英雄
別名「ガンダレ」。顔に大きな傷がある青年で、地下銀行に詳しい。村雲の計画に加担するも、搭乗手続きの際に所持していたパスポートが偽造だとばれて警察に捕まったため、村雲に切り捨てられる。
鵜野収
演 - 岩松了
情報屋。春馬に依頼されてライトキャストや村雲らのことについて調査する。
谷山努
演 - 平田満
奈良県南部にある小森町の警察署署長。過去を調べに来た草輔に村雲の誘拐事件の事実を話す。誘拐事件の当時は交番勤務だった。金銭面での黒い噂が囁かれている。村雲の母親は餓死したと手紙で村雲に伝えるも、実は別荘で文子の存在を隠し、共に暮らしている。
澤村文子
演 - りりィ
村雲こと吉弥の母親。正道とは愛人関係にあり、吉弥を産む。吉弥が児童養護施設に収容された後、一人で餓死したとなっているが、実は生存していることが後に判明し、現在は和歌山県の白浜町にある谷山の別荘で暮らしている。実は正道から三億円を奪い取るために狂言誘拐を行い、腕を切り落とすよう命令していた張本人でもある。草輔から村雲に会ってほしいと頼まれるも「人違いでしょ」「うちに息子はおりまへん」と否定し、草輔を追い返した。
井坂敏
演 - 石橋蓮司
草輔のかつての上司にして、国税局OBで「伝説の査察官」。草輔に査察官として大切なことを教えてきた人物で、草輔も伊坂の言葉を信じ続けていた。10年前に紺野大臣が絵画取引を利用し、裏金を作るスキームを追っていたが上からの圧力によって、手を引くことになる。この一件で上層部に失望した井坂は、現役引退後税務コンサルサントとして紺野大臣の脱税を手伝い、草輔たちの敵として立ちふさがる。

## スタッフ
- 作 - 坂元裕二
- 演出 - 大橋守、野田雄介、山本晃久、黒崎博
- 音楽 - 菊地成孔
- 解説放送ナレーション - 千葉進歩
- エンドテーマ - 「退行」 作詞・作曲・歌：菊地成孔
- 制作統括 - 髙橋練

## 放送日程
| 各回                                                      | 放送日  | サブタイトル（公式サイト） | サブタイトル（ラテ欄）                     | 演出     | 視聴率 |
| --------------------------------------------------------- | ------- | -------------------------- | ------------------------------------------ | -------- | ------ |
| 第01回                                                    | 4月17日 | カリブの手品師             | カリブの手品師 〜マルサVS.20億を消す男     | 大橋守   | 8.8%   |
| 第02回                                                    | 4月24日 | イミテーション・ゴールド   | イミテーション・ゴールド 〜税関突破        | 大橋守   | 5.4%   |
| 第03回                                                    | 5月01日 | パーマネント・トラベラー   | パーマネント・トラベラー 〜現役大臣脱税    | 山本晃久 | 6.7%   |
| 第04回                                                    | 5月08日 | 復讐                       | 復讐 〜六千億円の資産をめぐる因縁!         | 野田雄介 | 7.8%   |
| 第05回                                                    | 5月15日 | 史上最大のスキーム         | 史上最大のスキーム 〜六千億円をめぐる攻防! | 野田雄介 | 6.2%   |
| 最終回                                                    | 5月22日 | カリブの黒い薔薇           | カリブの黒い薔薇                           | 黒崎博   | 6.5%   |
| 平均視聴率 6.9%（視聴率は関東地区・ビデオリサーチ社調べ） |         |                            |                                            |          |        |

- 初回・最終回は21時 - 21時58分の5分拡大放送。
- 第02回の総合テレビの放送はプロ野球 読売ジャイアンツ対広島東洋カープ戦中継の為、21：30 - 22：25に放送予定だったがプロ野球中継延長の為、22：05 - 23：00に放送された。
- 第05回の総合テレビの放送はプロ野球 巨人対千葉ロッテマリーンズ戦中継の為、21：30 - 22：25に放送予定。